# Lepus saxatilis
La liebre de los matorrales (Lepus saxatilis) es una especie de mamífero lagomorfo de la familia Leporidae que vive en Sudáfrica, partes de África central y Namibia, entre los 1.000 y 2.000 metros de altitud.
El pelo de la espalda es gris y negro, mientras que en el vientre es blanco. Tiene una cola blanca y negra, con un pelo más claro alrededor de la cara. Su tamaño varía entre los 45 y los 65 cm, mientras que su peso oscila entre 1,5 y 4,5 kg. Las hembras suelen ser más grandes que los machos.

## Subespecies
Se han descrito las siguientes subespecies:
- Lepus saxatilis saxatilis
- Lepus saxatilis subrufus